# Японские железные дороги
Группа компаний Japan Railways  (яп. JRグループ JR Гурупу), либо просто — JR, состоит из 8 частных обществ, между которыми 1 апреля 1987 года были разделены железнодорожные пути существовавших ранее японских национальных железных дорог (JNR).

Карта региональных компаний Japan Rail.

JR Group является основой сети железных дорог Японии. На неё приходится большая доля междугороднего (включая высокоскоростные линии Синкансэна) и пригородного железнодорожного сообщения. До сих пор существуют сильные различия между JR и другими частными железнодорожными компаниями. Например, на картах их инфраструктура обозначается по-разному.

## Список компаний
| Вид деятельности       | Компания                                    | Логотип           | Акции    | Обслуживает регион       | Комментарий                                       |
| ---------------------- | ------------------------------------------- | ----------------- | -------- | ------------------------ | ------------------------------------------------- |
| Пассажирские перевозки | Hokkaido Railway Company (JR Hokkaido)      | Светло-зелёный    | Нет      | Хоккайдо                 | 北海道旅客鉄道 (JR北海道, JR Hokkaido) Саппоро    |
| Пассажирские перевозки | East Japan Railway Company (JR East)        | Зелёный           | TYO 9020 | Тохоку, Канто, Косинъэцу | 東日本旅客鉄道 (JR東日本, JR Higashi Nihon) Токио |
| Пассажирские перевозки | Central Japan Railway Company (JR Central)  | Оранжевый         | TYO 9022 | Токай                    | 東海旅客鉄道 (JR東海, JR To-kai) Нагоя            |
| Пассажирские перевозки | West Japan Railway Company (JR West)        | Синий             | TYO 9021 | Хокурику, Кансай, Тюгоку | 西日本旅客鉄道 (JR西日本, JR Nishi Nihon) Осака   |
| Пассажирские перевозки | Shikoku Railway Company (JR Shikoku)        | Голубой           | Нет      | Сикоку                   | 四国旅客鉄道 (JR四国, JR Shikoku) Такамацу        |
| Пассажирские перевозки | Kyushu Railway Company (JR Kyu-shu)         | Красный           | Нет      | Кюсю                     | 九州旅客鉄道 (JR九州, JR Kyu-shu) Фукуока         |
| Грузоперевозки         | Japan Freight Railway Company (JR Freight)  | Серый             | Нет      | По всей стране           | 日本貨物鉄道 (JR貨物, JR Kamotsu) Токио           |
| Исследования           | Railway Technical Research Institute (RTRI) | Светло-фиолетовый | Нет      |                          | 鉄道総合技術研究所 (JR総研, JR Soken)             |
| Информационные услуги  | Railway Information Systems (JR System)     | Тёмно-красный     | Нет      |                          | 鉄道情報システム (JRシステム, JR System)          |

## Технические характеристики
Ширина колеи — 1067 мм (кроме синкансена).
Общая протяжённость — 27182 км, из них служебные линии и подъездные пути — около 20 тыс. км.